# تيم فراي
تيم فراي هو سياسي سويسري، ولد في 19 سبتمبر 1972 في سويسرا. حزبياً، نشط في حزب الشعب الديمقراطي المسيحي في سويسرا ‏.